# وری (ملکشاهی)
وری روستایی از توابع بخش مرکزی شهرستان ملکشاهی است.
این روستا در دهستان چمزی قرار دارد.